# Jacques François Laurent Devisme
Pour les articles homonymes, voir De Vismes.
Jacques François Laurent Devisme ou de Visme (né le 10 août 1749 à Laon, mort le 2 février 1830 à Laon), est un homme politique français de la fin du XVIIIe et début XIXe siècle (Révolution française et Premier Empire).

## Biographie

### Avant la Révolution
Son père, Jean de Visme est nommé juré receveur des maîtres merciers, joailliers et quincailliers le 28 juillet 1742, puis reçu juré receveur des maîtres drapiers le 23 juillet 1748. 
Jacques François Laurent est mercier, puis joaillier avant de devenir avocat (bâtonnier de son ordre), conseiller du roi, assesseur en la maréchaussée, bailli des terres et seigneuries dépendant de la mense conventuelle de l'abbaye royale de Saint-Nicolas-aux-Bois, membre du conseil municipal de Laon, procureur-syndic de l'assemblée intermédiaire de l'élection de Laon.

### Les États généraux de 1789
Choisi pour être député du tiers état aux États généraux de 1789, il prit une part active aux travaux de l'Assemblée et fut à l'origine de nombreux décrets (c'est à lui que les Israélites fixés en France doivent de ne plus payer la taxe à laquelle ils étaient soumis dans plusieurs localités).
Il devint secrétaire de l'assemblée constituante (1791), mais se retira dans ses terres pour échapper à la Terreur, et ne reparut qu'après le 18 brumaire.

### Sous le Directoire et le Premier Empire
Président du Corps législatif (an X), il devint procureur général près la cour criminelle du département de l'Aisne, puis substitut du procureur-général à la cour impériale d'Amiens. Membre de la chambre des représentants (Cent-Jours), il fut destitué sous la Seconde Restauration : dès lors il s'occupa de littérature.
Sa tombe se trouvait encore en 1990 à l'entrée du cimetière Saint-Just à Laon.

## Écrits
Jacques François Laurent Devisme est l'auteur de plusieurs livres et de nombreux rapports.
Il rédige :
- Hugues Capet. Fragment historique (avec L. Devisme), Paris, 1804, 42 p., in-8° ;
- une Histoire de la ville de Laon, publiée en 1822, 2 vol. in-8° (fac-simile sur Commons) ; réédité en 1980, fac-similé, introduction de Cécile Souchon, 2-7013-0351-6 (volume 1) et 2-7013-0365-6 (volume 2); nouvelle réédition en 1996, 2-84178-092-9
- le Manuel historique du département de l'Aisne (Laon, 1826, in-8°) ;

Il traduit :
- les Odes d'Horace (traduites en vers français), Paris, impr. Lenormant, 1811, 260 p., in-8°.

Cet écrivain a publié des articles de jurisprudence au Journal des Débats.
On trouve aussi de lui, dans le tome 2 de la Société des antiquaires de France des :
- Observations sur le champ de César (situé au territoire de Saint-Thomas, canton de Craonne, arrondissement de Laon, 1820)

## Reconnaissance publique
- Devisme est nommé Chevalier de la Légion d'honneur le 26 novembre 1803[4],[5]
- Il est fait également Chevalier de l'Empire (à la suite du décret du 5 frimaire an XII le nommant membre de la Légion d'honneur, lettres patentes signées à Paris le 24 février 1809).

## Armoiries
|  | |
|  | Parti, le premier d'azur au chevron de gueules accompagné en chef de deux étoiles et en pointe d'un croissant montant le tout d'or ; le deuxième d'azur à la fasce d'or sommée d'une pyramide de gueules maçonnée de sable, accostée de deux étoiles d'or et accompagnée en pointe d'un mouton passant d'argent, tenant une bannière de même sur le pennon de laquelle est une croix de sable ; champagne de gueules au signe des chevaliers. - Livrées : les couleurs de l'écu |